# Bonanno (familie)
De familie Bonanno is een van de "Five Families" die binnen de maffia (of Cosa Nostra) de georganiseerde misdaad domineert in New York.
De familie Bonanno is genoemd naar Joseph Bonanno. Het was de eerste maffiafamilie die uit de commissie (een raad die bestaat uit de bazen van alle maffiafamilies uit de Verenigde Staten die helpt de orde tussen al deze families te bewaren) werd gezet. Dit gebeurde omdat de familie Bonnano zich zou inlaten met drugs, iets wat toentertijd nog niet getolereerd werd in Amerikaanse maffia. Later werd de baas van de familie, Carmine Galante, vermoord op bevel van Philip Rastelli, die zijn rol overnam. Ook kwam in 1981 aan het licht dat een undercoveragent van de FBI die zichzelf Donnie Brasco noemde in de familie was geïnfiltreerd.
In 2004 kwam in het nieuws dat de baas Joseph Massino, die ervoor had gezorgd dat de familie weer werd gerespecteerd en dat de Bonnano's hun zetel in de commissie hadden terugkregen, ging getuigen tegen de maffiafamilie.
De Bonnano's hebben sterke banden met de familie Rizzuto uit het Canadese Montreal.